# 1er bataillon de reconnaissance des Marines
Pour les articles homonymes, voir 1er bataillon.
Le 1er bataillon de reconnaissance des Marines ou simplement 1er bataillon de reconnaissance (1st Reconnaissance Battalion ou 1st Recon Bn) est un bataillon du Corps des Marines rattaché à la 1re division des Marines ainsi qu'au Marine Division Recon.

## Organisation
Le 1er bataillon de reconnaissance des Marines, assignée à la 1re division des Marines, est l'un des quatre bataillons de reconnaissance des Marines de la Marine Division Recon. Le bataillon est basé au Marine Corps Base Camp Pendleton.

## Histoire de l'unité
Le bataillon est créé en 1937,.

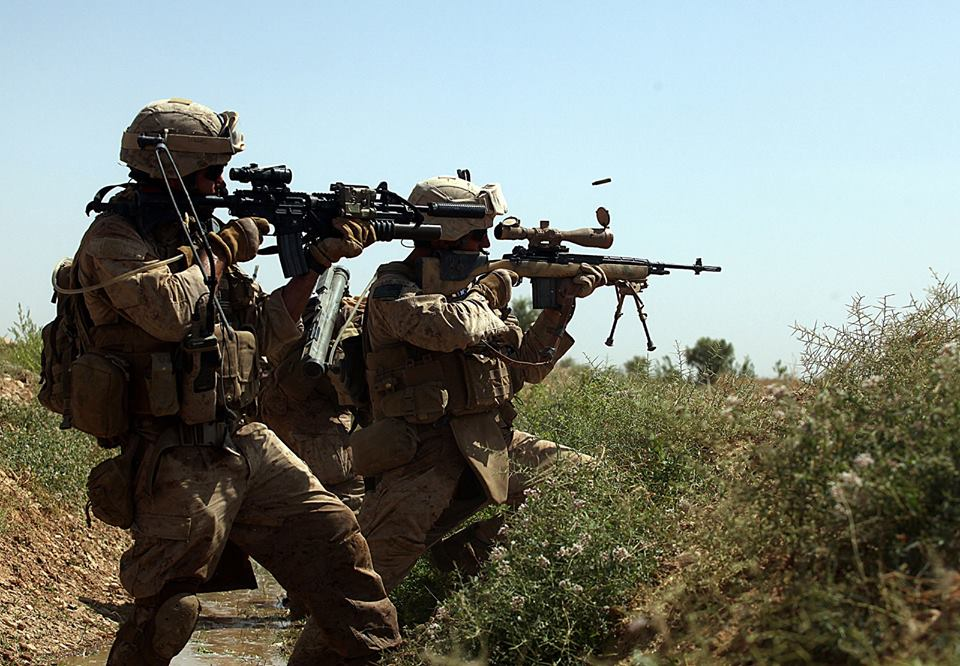
Des militaires du 1er bataillon de reconnaissance des Marines au combat pendant la guerre d'Afghanistan.

Le bataillon participe à la guerre du Viêt Nam ; en juin 1966, il est envoyé par hélicoptère dans la vallée de Que Son,.
Après avoir été dissoute en 1992, l'unité est recrée en 2000.
En 2003, l'unité participe à l'invasion de l'Irak, dénommée opération Liberté irakienne (en anglais : Operation Iraqi Freedom),.
Le bataillon est également engagé lors de la guerre d'Afghanistan,,.
En décembre 2015, l'unité effectue une mission d'entraînement à Hawaii.